# Jaroslav Bartoň
Jaroslav Bartoň (* 7. března 1947) je bývalý český fotbalový útočník.

## Fotbalová kariéra
V československé lize nastoupil v 96 utkáních a vstřelil 36 gólů. Hrál za Spartu Praha (1968–1975), s níž roku 1972 získal Československý pohár a roku 1973 postoupil do semifinále Poháru vítězů pohárů, k čemuž výrazně přispěl čtyřmi brankami, dvěma do sítě Ferencvárosu Budapešť a dvěma německému klubu FC Schalke 04. V evropských pohárech nastoupil v Poháru vítězů pohárů v 7 utkáních a dal 4 góly, v Poháru UEFA nastoupil ve 4 utkáních a dal 1 gól. Je rekordmanem československé ligy: při svém prvním ligovém startu vsítil gól v první minutě zápasu (23. března 1969). V sezóně 1975/76 hrál ve druhé lize za SONP Kladno, kam byl ze Sparty vyměněn (spolu se Svatoplukem Bouškou) za Jana Jirase.

## Ligová bilance
| Ročník                                   | Zápasy | Góly | Klub         |
| ---------------------------------------- | ------ | ---- | ------------ |
| 1. československá fotbalová liga 1968/69 | 2      | 1    | Sparta Praha |
| 1. československá fotbalová liga 1970/71 | 25     | 10   | Sparta Praha |
| 1. československá fotbalová liga 1971/72 | 22     | 10   | Sparta Praha |
| 1. československá fotbalová liga 1972/73 | 22     | 7    | Sparta Praha |
| 1. československá fotbalová liga 1973/74 | 20     | 7    | Sparta Praha |
| 1. československá fotbalová liga 1974/75 | 5      | 1    | Sparta Praha |
| 2. československá fotbalová liga 1974/75 | -      | -    | SONP Kladno  |
| CELKEM 1. liga                           | 96     | 36   |              |